# Volo Lufthansa 649
Il dirottamento del volo Lufthansa 649 fu un atto di terrorismo commesso da un gruppo palestinese tra il 22 e il 23 febbraio 1972. Tutti gli ostaggi a bordo del Boeing 747-230B sequestrato furono rilasciati dopo il pagamento di un riscatto di 5 milioni di dollari da parte del governo della Germania occidentale.

## Il dirottamento
Il volo 649 era un servizio di linea della Lufthansa sulla rotta Tokyo - Hong Kong - Bangkok - Delhi - Atene - Francoforte, operato una volta alla settimana partendo dall'aeroporto di Tokyo-Haneda il lunedì pomeriggio e arrivando all'aeroporto di Francoforte sul Meno la mattina successiva. Martedì 22 febbraio 1972 il Boeing 747-200 in servizio sul volo (registrato come D-ABYD) fu dirottato da cinque uomini armati di pistole ed esplosivi. L'assalto iniziale avvenne intorno all'una di notte, mezz'ora dopo che l'aereo, con altri 172 passeggeri e 15 membri dell'equipaggio, era partito dall'aeroporto di Delhi-Palam a Delhi diretto all'aeroporto internazionale Ellinikon di Atene.
Successivamente si determinò che gli autori, che si erano identificati come Organizzazione per la resistenza alla persecuzione sionista, erano agli ordini del Fronte Popolare per la Liberazione della Palestina (FPLP) e si erano imbarcati in diversi aeroporti: uno a Hong Kong-Kai Tak, due a Bangkok-Don Muang e due a Delhi-Palam.
Inizialmente al pilota fu ordinato di far atterrare il 747 su una pista di atterraggio non preparata nel deserto arabo. Una volta che i dirottatori seppero che l'equipaggio della Lufthansa considerava una simile manovra troppo pericolosa, decisero di dirigersi invece all'aeroporto internazionale di Aden, in quello che allora era lo Yemen del Sud. Una volta atterrati tutte le donne e i bambini tra i passeggeri furono rilasciati, così come un'assistente di volo donna.
Poche ore dopo l'inizio del dirottamento arrivò un messaggio presso la sede della Lufthansa a Colonia: l'aereo sarebbe esploso entro le 9:00 del giorno successivo se non fosse stato pagato un riscatto di 5 milioni di dollari. La consegna doveva avvenire vicino a Beirut, secondo le istruzioni. Il governo della Germania Ovest (all'epoca Lufthansa era una società di proprietà statale) decise di soddisfare pienamente le richieste, senza alcun negoziato.
Il 23 febbraio, una volta che i dirottatori ricevettero l'informazione che il riscatto era stato effettivamente pagato, i passeggeri maschi (tra loro Joseph Kennedy, l'allora figlio diciannovenne di Robert F. Kennedy) furono autorizzati a lasciare l'aereo dirottato e salire a bordo del Boeing 707 che Lufthansa aveva inviato ad Aden per raccoglierli, ma anche questo velivolo doveva rimanere a terra per altre tre ore. I restanti 14 membri dell'equipaggio della Lufthansa rimasero come ostaggi all'interno del jumbo jet e alla fine furono rilasciati la sera stessa.
Sebbene fosse previsto di mantenere segreta l'esatta quantità di denaro per non attirare imitatori, la somma venne divulgata al pubblico il 25 febbraio da Georg Leber, allora ministro federale dei trasporti. Secondo un portavoce dell'International Air Transport Association (IATA), all'epoca questo rappresentava il più grande riscatto mai pagato per un aereo.

## Conseguenze e background politico

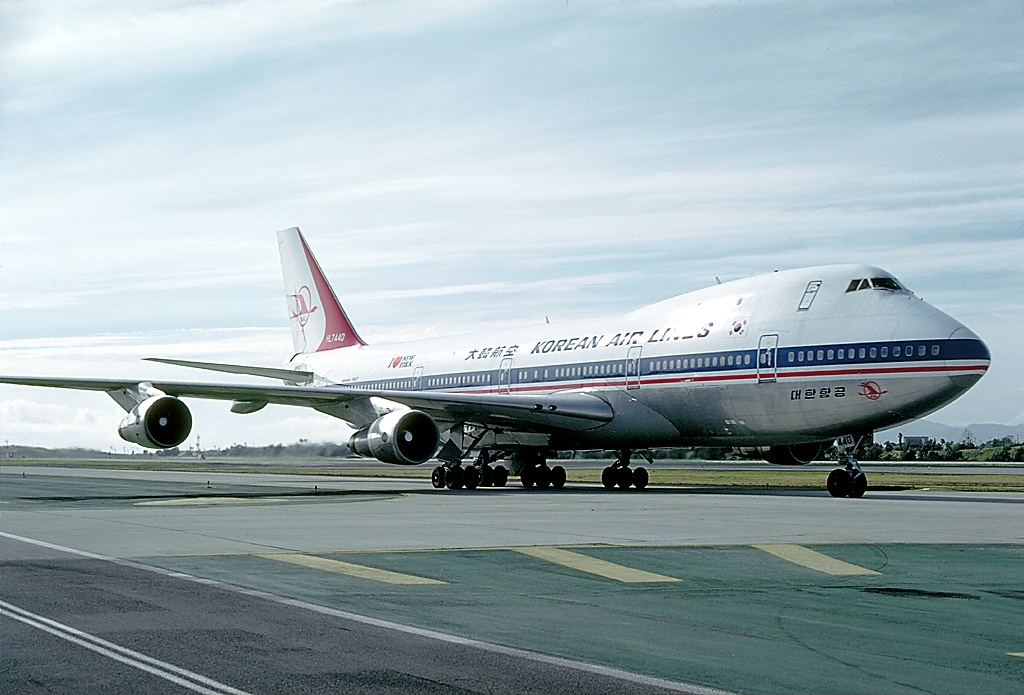
Il 747 coinvolto nel dirottamento dopo essere stato venduto alla Korean Air.

Una volta che tutti gli ostaggi del volo 649 furono liberati, i dirottatori si arresero alle autorità dello Yemen meridionale. Il 27 febbraio furono nuovamente rilasciati senza essere stati accusati di alcun reato, probabilmente in cambio di 1 milione di dollari dal riscatto. Pertanto gli autori non potrebbero mai essere identificati in modo affidabile. La rivista settimanale della Germania Ovest Der Spiegel ipotizzò che il resto del riscatto fosse stato utilizzato dall'FPLP per finanziare gli aggressori giapponesi responsabili del massacro dell'aeroporto di Lod, avvenuto il 30 maggio 1972.
Il dirottamento del volo Lufthansa 649 ha segnato il primo evento del genere nella storia della compagnia aerea e l'inizio di una serie di atti di violenza palestinesi che coinvolsero la Germania Ovest nel 1972, in particolare la crisi degli ostaggi durante le Olimpiadi estive di Monaco e il successivo dirottamento del volo Lufthansa 615. Israele affermò che, rispettando le richieste degli aggressori in tutti questi eventi, il governo della Germania Ovest si era "arreso al terrorismo". Questa accusa, combinata con le accuse di tentativi di pacificazione nei confronti del conflitto arabo-israeliano, fu smentita nel 1977 quando il volo Lufthansa 181 (il Landshut) fu preso d'assalto dalle forze speciali del GSG-9, piuttosto che trattare con i dirottatori palestinesi, che morirono quasi tutti.